# Юридичне товариство при імператорському Новоросійському університеті
Юридичне товариство при імператорському Новоросійському університеті — наукове юридичне товариство, яке діяло в Одесі у 1879—1885 роках.
Товариство було засновано при Новоросійському університеті, членами-засновниками були професори університету О. М. Богдановський, М. Л. Дювернуа, Ф. І. Леонтович, М. І. Малінін, І. У. Патлаєвський, П. П. Цитович та ін.
Діяльність товариства проходила у формі засідань, на яких обговорювались актуальні питання проблем цивільного та кримінального права. 20 серпня 1885 року товариство було розпущено за ініціативи Міністра народної освіти.

## Історія
Після відміни кріпосницького права і Судової реформа 1864 року у різних регіонах Російської імперії виникали гуртки та зібрання правознавців для обговорення нововведень, передбачуваних реформою судоустрою та судочинства. Розвиток юридичної науки та практики потребував створення товариств, в яких могли б обговорювати нагальні проблеми науковці юристи і практичні працівники. Ідея створення в Одесі юридичного товариства виникла на юридичному факультеті Рішельєвського ліцею, на базі якого був заснований Новоросійський університет. Після заснування 13 травня 1865 року імператорського Новоросійського університету, вона почала реалізовуватись.  Проєкт статуту товариства був розроблений професором юридичного факультету О. М. Богдановським та затверджено Міністерством Народної Освіти. Члени товариства змогли знайти підтримку у ліберально налаштованого міністра освіти Дмитра Набокова, і 1879 року статут був затверджений без затримок і змін.
Членами-засновниками були професори університету О. М. Богдановський, М. Л. Дювернуа, Ф. І. Леонтович, М. І. Малінін, І. У. Патлаєвський, П. П. Цитович, О. С. Посніков, М. М. Шпилевич та ін.
Головою Юридичного товариства обрано Ф. І. Леонтовича, секретарем — М. І. Малініна, були обрані 18 дійсних членів товариства. До товариства приймали осіб з вищою юридичною освітою, а також тих, хто впродовж кількох років займався адвокатською практикою, обіймав адміністративні посади або належав до судового відомства. Постійним членом товариства був одеський прокурор. Після заснування товариства 1879 року, за першій рік кількість його членів досягла 123 осіб.

## Діяльність товариства
Метою  Юридичного товариство при імператорському Новоросійському університеті була зазначена консолідація зусиль юристів-теоретиків та практиків з розробки проблем вітчизняного права. Робота товариства проходила у формі засідань, на яких обговорювались актуальні питання проблем цивільного та кримінального права. На засіданнях товариства заслуховувались реферати та повідомлення з різних правових питань. Кожне засідання оформлялось протоколом, щорічні протоколи засідань були видані окремими томами.
Юридичне товариство при імператорському Новоросійському університеті підтримувало тісні контакти з «Журналом гражданского и уголовного права», що видавався у Петербурзі. Вело обмін протоколами засідань з Петербурзьким юридичним товариством та Московським юридичним товариством. Члени товариства робили внесок у розробку проєктів державних нормативно-правових актів та вдосконалення законодавства. Зокрема, був розроблений проєкт правил рибного лову в лиманах Чорного моря, а також пропозиції щодо вдосконалення Судових статутів у 1880 року.
Діяльності товариства заважали розбіжності у поглядах між теоретиками — ліберально налаштованими професорами Новоросійського університету і практиками - консервативно налаштованими суддями і прокурорами, в також обмеження університетської автономії і репресії після вбивства Олександра II, що призвело до закриття товариства. 20 серпня 1885 року Міністр народної освіти закривав Юридичне товариство при Новоросійському університеті, запропонувавши створити інше поза університетом.
1885 року було засноване нове Одеське юридичне товариство, яке не мало стосунку до Новоросійського університету. Головою товариства був голова Департаменту Одеської судової палати Павло Федорович Студенцов; товаришем голови Митрофан Васильович Шимановський
Спроба відновлення діяльності юридичного товариства при Новоросійському університеті була у 1898 році. Групою професорів університету було розроблено проєкт статуту Товариство правознавства і державних знань при імператорському Новоросійському університеті. Цей проєкт не був затверджений владою і створення товариства було відкладено на 15 років. 6 квітня 1913 року Міністр народної освіти затвердив новий статут Товариства правознавства і державних знань при Новоросійському університеті і воно розпочала свою роботу.